# 约翰·霍普菲尔德
约翰·约瑟夫·霍普菲尔德（英語：John Joseph Hopfield，1933年7月15日—），美国科学家，1982年发明了联想神经网络，现在通常称为霍普菲尔德网络。2024年，霍普菲尔德与杰弗里·辛顿共同获得诺贝尔物理学奖。

## 生平
约翰·霍普菲尔德1933年出生于美国芝加哥，父亲是物理学家约翰·J·霍普菲尔德。
1954年，霍普菲尔德获得斯沃斯莫爾學院文学士学位，1958年获康奈尔大学凝聚态物理博士学位（导师为艾伯特·奥弗豪瑟）。毕业后在贝尔实验室的理论小组工作了两年，研究血红蛋白结构。之后在加州大學柏克萊分校物理系、普林斯顿大学物理系、加州理工學院化学与生物系担任研究员，又回到普林斯顿，担任分子生物学霍华德·A·普赖尔（Howard A. Prior）荣誉教授。
1986年，他与其他人在加州理工创办计算和神经系统博士项目。

## 研究领域
1958年，他撰写了关于激子在晶体中相互作用的研究论文，当中创造极化子一词来表示固体物理学中出现的准粒子
1974年，他发明一种修复生物化学反应错误的机制，称之为动力学校对，以此解释DNA复制的准确性。
1982年，他首次发表神经科学领域的论文，题为《具有新兴集体计算能力的神经网络和物理系统》（"Neural networks and physical systems with emergent collective computational abilities"），提出了一种可以用作内容可寻址内存、由可以“开”和“关”的二元神经元组成的类神经网络，这就是后来的霍普菲尔德神经网络。最初的霍普菲尔德神经网络存在内存有限的问题，这一问题直到2016年才被霍普菲尔德与迪米特里·科洛托夫（Dimitry Krotov）解决，两人推出的大内存神经网络被称为现代霍普菲尔德神经网络。
1985年至1986年，霍普菲尔德与大卫·W·坦克共同开发了一个使用模拟模型、基于连续时间动力学解决离散优化问题的方法。相关优化问题被编码在网络的交互参数（权重）中。模拟系统的有效温度逐渐降低，效果如同使用模拟退火进行全局优化。

## 荣誉
- 1969年：奥利弗·巴克利奖（与戴维·吉尔伯特·托马斯（英语：David Gilbert Thomas）共同获得）[16]
- 1973年：美国国家科学院院士[17]
- 1975年：美国文理科学院院士[18]
- 1985年：美国成就学院（英语：Academy of Achievement）金盘奖（Golden Plate Award）[19]
- 1988年：美國哲學學會会士[20]
- 2001年：国际理论物理中心狄拉克奖章[21][22]
- 2002年：哈罗德·彭德奖（英语：Harold Pender Award）[23]
- 2005年：阿尔伯特·爱因斯坦世界科学奖[24]
- 2006年：美国物理学会会长[25]
- 2019年：富兰克林研究所本杰明·富兰克林奖章[26]
- 2022年：波茲曼獎（与迪帕克·达尔（英语：Deepak Dhar）共同获得）[27]
- 2024年：诺贝尔物理学奖（与杰弗里·辛顿共同获得）[28][29]